# Estado Soberano del Zulia
El Estado Soberano del Zulia fue una división administrativa de los Estados Unidos de Venezuela que abarcaba un territorio similar al del actual estado Zulia, incorporando en ocasiones los actuales estados Táchira, Mérida, Trujillo y Falcón.

## Historia
- 1811 - 1821: La provincia de Maracaibo se mantiene fiel a la Corona Española por lo que recibe en su escudo de armas el lema de "Muy Noble y Leal", esta actitud obedece al malestar generado por la pérdida de autonomía en favor de Caracas con la creación de la Capitanía General de Venezuela en 1777, Maracaibo hasta entonces había tenido fuertes vínculos con el Virreinato de la Nueva Granada

- 1821: La provincia de Maracaibo se pronuncia por la independencia de Venezuela, y lucha por ello hasta 1823 con la esperanza de anexarse a la república de la Gran Colombia y restablecer sus vínculos históricos con Bogotá. En tal sentido es la provincia de Maracaibo la que escogió unirse a Colombia (tal y como sucedió con Panamá) y no Colombia la que la liberó o conquistó.

- 1830: Al separarse de la Gran Colombia, la provincia de Maracaibo escoge pertenecer al Estado de Venezuela.

- 1840: La Provincia de Maracaibo es despojada de su puerto internacional en favor al puerto de la Guaira, quitándole a Maracaibo la posibilidad de recibir barcos estadounidenses, británicos y alemanes, entre otros.

- 1863: en el marco de la guerra federal el general Jorge Sutherland obtiene la gobernación de la provincia de Maracaibo, debido al malestar ocasionado por los impuestos y levas exigidas por el gobierno de Páez en Caracas, Sutherland decide independizar la provincia de Venezuela y la nombra "Estado Soberano del Zulia" en su discurso proclama "No más consideraciones, maracaiberos; la lealtad no nos ordena el suicidio. Rompamos los lazos, proclamemos la independencia".La intención era negociar de igual a igual con el gobierno federal de Juan Crisóstomo Falcón, la nación del Zulia, escogía anexarse a la república federal representada por los Estados Unidos de Venezuela presidida por Juan Crisóstomo Falcón.

- 1864: La provincia de Maracaibo pasa a llamarse Estado Zulia.

- 1866: los estados Trujillo, Mérida y Táchira se incorporan al estado Zulia bajo el mando del presidente del estado Jorge Sutherland como “Estado Soberano del Zulia”, para exigir reivindicaciones del gobierno federal. Sutherland proclama la “República del Zulia” en rebelión contra la Revolución Azul. Venancio Pulgar derrota a Sutherland en batalla quien tiene que irse al exilio, el gran estado Zulia es dividido y reincorporado a Venezuela.

- 1870: Venancio Pulgar es elegido presidente constitucional del estado Zulia, en 1874 al terminar su período pasa a ser presidente del Distrito Federal.

- 1881: Ante las presiones del estado Zulia por mayor autonomía el presidente Antonio Guzmán Blanco decreta su unión con el estado Falcón y el cambio de capital primero a Casigua y luego a Capatárida bajo la figura de Estado Falcón Zulia.

- 1890: El presidente Raimundo Andueza Palacio en una medida anti guzmancista, le devuelve la autonomía al estado Zulia y Maracaibo vuelve a ser su capital.

- 1904: El corredor de Palmarito pasa al estado Mérida, el Zulia adopta sus límites actuales, la denominación de estado Zulia y la división territorial en distritos.

## Territorio

### 1864 - 1866
El estado Zulia se estableció en 1864 con el territorio que para el momento tenía la provincia de Maracaibo, con las parroquias La Ceiba y La Ceibita como parte del Estado Trujillo.

### 1866 - 1869
Bajo la presidencia de Jorge Sutherland, los estados Táchira, Mérida y Trujillo, se unieron al estado Zulia bajo el nombre de Estado Soberano del Zulia, en 1868 se declararon república independiente, hasta que fueron sometidos por Venancio Pulgar, luego el Zulia volvió a sus fronteras de 1869

### 1881 - 1890
Como represalia a los reclamos contra el centralismo, el presidente Antonio Guzmán Blanco fusionó los estados Falcón y Zulia en el Estado Falcón - Zulia, para quitarle su autonomía a Maracaibo. La capital pasó a ser Casigua y luego Capatárida (Estado Falcón, el Zulia quedó como una sección del nuevo estado. En 1890 el presidente Raimundo Andueza Palacio le devolvió su autonomía el estado Zulia y Maracaibo volvió a ser su capital. El Zulia volvió a sus fronteras de 1881.

### 1904 - actualidad
En 1904 se reorganiza el estado en Distritos y el congreso cede al estado Mérida el corredor de Palmarito, el Zulia había adquirido la parroquia Democracia del estado Falcón (Quisiro). Adquiriendo sus límites actuales.

## División Territorial
La Constitución de los Estados Unidos de Venezuela de 1864 cambió el nombre de las provincias a Estados y el número de estos se elevó a 20, los estados quedaron divididos en Distritos, la provincia de Maracaibo se llamó durante algunos meses en 1864 estado Maracaibo, luego adoptó el nombre de estado Zulia entonces el cantón Zulia pasó a llamarse Cantón Fraternidad.
Los distritos a su vez estaban divididos en parroquias.
Entre los distritos del estado Zulia estaban:
- Distrito Miranda (que se dividió en 1884 en Bolívar y Miranda
- Distrito Bolívar (llamado posteriormente Urdaneta)
- Distrito Sucre
- Distrito Perijá
- Distrito Maracaibo

En 1866 con motivo de la fusión de los estados Zulia, Trujillo, Mérida y Táchira, cada uno se constituyó en una entidad superior a los cantones conocida como sección.
En 1869 al disolverse el gran estado, cada sección pasó a ser un estado como antes con sus cantones y parroquias. Esta división persistió hasta 1904, salvo por la etapa del Estado Falcón Zulia.
En 1904 el estado Zulia se dividió en distritos.

## Presidentes/gobernadores del Estado Zulia
Desde 1864 se denominó presidente al gobernante del estado Zulia, es a partir de 1945 cuando se le conoce como gobernador: